# Time After Time (filme)
Time After Time (bra: Um Século em 43 Minutos) é um filme de ficção científica americano da Metrocolor de 1979, dirigido pelo roteirista Nicholas Meyer e estrelado por Malcolm McDowell, David Warner e Mary Steenburgen. Filmado em Panavision, foi a estreia na direção de Meyer, cujo roteiro é baseado na premissa do romance de Karl Alexander, Time After Time (que estava inacabado na época) e uma história de Alexander e Steve Hayes. O filme apresenta uma história em que o autor britânico H. G. Wells usa sua máquina do tempo para perseguir Jack, o Estripador, no século XX. O título e a ideia do filme são referenciados na música de sucesso de Cyndi Lauper, de mesmo nome.

## Elenco
- Malcolm McDowell como Herbert George Wells
- David Warner como John Leslie Stevenson / Jack, o Estripador
- Mary Steenburgen como Amy Robbins
- Charles Cioffi como Tenente da Polícia Mitchell
- Kent Williams como assistente
- Patti D'Arbanville como Shirley
- Joseph Maher como Adams

## Produção
Segundo Meyer, da trilha de comentários para o lançamento em DVD e Blu-ray do filme, o autor do romance apresentou a Meyer 55 páginas de seu romance inédito e pediu a Meyer que criticasse seu trabalho. Meyer gostou da premissa e imediatamente optou pela história para que ele pudesse escrever um roteiro baseado no material e desenvolver a história à sua maneira.
McDowell foi atraído pelo material porque procurava algo diferente do sexo e da violência em Calígula, no qual interpretou o personagem-título.
Enquanto se preparava para interpretar Wells, Malcolm McDowell obteve uma cópia de 78 rpm de Wells falando. McDowell ficou "absolutamente horrorizado" ao ouvir que Wells falava em voz alta e estridente, com um sotaque pronunciado no sudeste de Londres, que McDowell achava que teria resultado em humor não intencional se ele tentasse imitá-lo para o filme. McDowell abandonou qualquer tentativa de recriar o estilo de fala autêntico de Wells e preferiu um estilo de fala mais digno.
Segundo David Warner, o estúdio queria Mick Jagger para o papel de John Leslie Stevenson, mas o diretor Nicholas Meyer e o produtor Herb Jaffe lutaram pela Warner para conseguir o papel.
Foi um dos últimos filmes estrelados pelo compositor veterano Miklós Rózsa, que recebeu o Prêmio Saturn de 1979 de Melhor Música.
Time After Time foi filmado em São Francisco, incluindo Cow Hollow, North Beach, o hotel Hyatt Regency, Academia de Ciências da Califórnia em Golden Gate Park, Marina District, Ghirardelli Square, Fisherman's Wharf, o Fisherman's Wharf, o Richmond District, a Golden Gate Bridge, Grace Catedral em Nob Hill, o Embarcadero Center, Chinatown, Marina Green, o Palácio de Belas Artes, Potrero Hill e o Civic Center.

## Recepção

### Resposta crítica
Time After Time recebeu uma resposta positiva dos críticos. No site agregador de críticas Rotten Tomatoes, 88% das 32 resenhas dos críticos são positivas, com uma classificação média de 7,3/10. O consenso do site diz: "Com os três atores principais claramente se divertindo com seus papéis, Time After Time torna-se uma brincadeira de fantasia divertida e alegre."
A Variety descreveu o filme como "uma bagatela divertida de um filme que mostra as possibilidades e limitações de se libertar da literatura e da história. Nicholas Meyer habilmente justapôs a Inglaterra vitoriana e a América contemporânea em uma história inteligente, irresistível devido à competência de sua elenco". Janet Maslin, do The New York Times, também elogiou: "Time After Time é tão mágico quanto o truque em torno do qual ele gira". Ela continuou:

Meyer não é um diretor particularmente qualificado; esta é sua primeira tentativa e, de vez em quando, é muito desajeitada. Mas, como um gênio, ele foi direto à cabeça da turma, com um filme que é tão doce quanto inteligente, e nunca tão inteligente que esquece de ser divertido. As satisfações que a Time After Time oferece talvez não sejam mais sofisticadas do que a diversão que se pode ter com um conjunto complexo de trens elétricos. Ainda assim, nem sempre é fácil obter diversão desse tipo, não depois que a idade de alguém chega a dois dígitos. Há muito a ser dito no filme de um adulto com o brilho do novo brinquedo de uma criança.

As cenas interiores ambientadas em Londres são muito emprestadas do filme de 1961, The Time Machine, que se baseia, é claro, na novela de HG Wells com o mesmo nome. Os comentaristas também notaram paralelos entre Time After Time e Back to the Future Part III, no qual Mary Steenburgen apareceu. Ela disse: 
 Na verdade, eu interpretei a mesma cena naquele filme (Time After Time) e na parte III (Back to the Future). Um homem de um período diferente me disse que está apaixonado por mim, mas ele tem que voltar ao seu tempo. Minha resposta em ambos os casos é, sem dúvida, descrença, e ordeno que saiam da minha vida. Depois, descobri que estava errada e que, de fato, o homem é de outra época, e vou atrás dele para professar meu amor. É uma sensação muito estranha se encontrar fazendo a mesma cena, com tantos anos de diferença, pela segunda vez em minha carreira. 
 O elenco de Steenburgen de Volta para o Futuro III parece ter a intenção deliberada de espelhar o papel anterior.  Em Time After Time, a mulher vive no século XX e o viajante no tempo é do século XIX. Em De Volta para o Futuro III, a mulher habita o século XIX e o viajante do tempo é do século XX.
Nos dois filmes, a mulher eventualmente volta com o viajante do tempo para viver em seu próprio período.
Nicholas Meyer ganhou o Saturn Award de Melhor Roteiro, Mary Steenburgen ganhou o Saturn Award de Melhor Atriz e Miklós Rózsa venceu o Saturn Award de Melhor Música . As indicações ao Prêmio Saturn foram para Meyer como Melhor Diretor, Malcolm McDowell para Melhor Ator, David Warner para Ator Coadjuvante, e Sal Anthony e Yvonne Kubis para Melhor Figurino, e o filme foi indicado como Melhor Filme de Ficção Científica .
Nicholas Meyer ganhou o Antenne II Award e o Grand Prize no Avoriaz Fantastic Film Festival e foi indicado ao Edgar Allan Poe Award de Melhor Roteiro de Cinema e Hugo Award de Melhor Apresentação Dramática .

## Em outras mídias

### Televisão
Em 12 de maio de 2016, a rede de televisão ABC anunciou que havia escolhido uma série de televisão Time After Time para o ar na temporada de televisão 2016-2017. A série, produzida e escrita por Kevin Williamson, foi cancelada após apenas cinco episódios.